# Tshela
Tshela (lub Tsela) to główne miasto okręgu Bas-fleuve, w prowincji Kongo Środkowe w Demokratycznej Republice Konga (DRK). Miasto było połączone z portem Boma przez odizolowaną linię kolei wąskotorowej Mayumbe. Linia ta o szerokości 610 mm istniała w latach 1889-1984.
W mieście Tshela urodził się Joseph Kasavubu, pierwszy prezydent niepodległegłego Konga Belgijskiego (Kongo-Léopoldville, dziś Demokratyczna Republika Konga).